# Calvi
Calvi je pristaniško naselje in občina v jugovzhodni francoski regiji - otoku Korziki, podprefektura departmaja Haute-Corse. Leta 2009 je naselje imelo 5.377 prebivalcev.

## Geografija
Kraj leži ob severozahodni obali Korzike, ob istoimenskem zalivu. Sestavljen je iz dveh delov: iz spodnjega, v katerem se nahajajo mestna hiša, trg in pristanišče, ter zgornjega s sedežem guvernerja in Citadello. V njegovi bližini se nahaja francosko mednarodno letališče Calvi Sainte-Catherine.

## Uprava
Calvi je sedež istoimenskega kantona, v katerega je poleg njegove vključena še občina Lumio s 6.627 prebivalci.
Naselje je prav tako sedež okrožja, v katerem se nahajajo kantoni Belgodère, Calenzana, Calvi, Haut-Nebio, Conca-d'Oro in L'Île-Rousse s 27.950 prebivalci.

## Zanimivosti
- Citadella, simbol kraja, je bila zgrajena v času genovske okupacije. Od leta 1967 v njej gostuje Drugi tujski padalski regiment. Znotraj utrdbe se nahajajo kapela sv. Antona opata, kasarna Sampierro, smodnišnica, hiša Krištofa Kolumba - po krajevni legendi naj bi Kolumb izviral prav iz Calvija, tedaj pod oblastjo Genovske republike.
- kapela Notre-Dame de la Serra, zaščitnice kraja;